# Frieden von Aachen (812)
Der Friede von Aachen wurde am 12. Januar 812 zwischen Michael I. Kaiser von Byzanz und Karl dem Großen geschlossen.
Als Folge der von Byzanz nicht anerkannten Kaiserkrönung Karls des Großen im Jahr 800 hatten sich die Gegensätze zwischen dem fränkischen Reich und dem östlichen Kaiserreich verschärft. Diese führten ab 806 zu einem offenen Krieg, in dessen Verlauf Karl der Große einen pannonischen Obotriten als Vasallen über Dalmatien einsetzte und zur Heerfolge verpflichtete. Dies wurde zur Geburtsstunde des Kroatischen Fürstentums, welches dem Markgrafen von Friaul unterstand (kirchlich dem Patriarchat von Aquileia) und zwischen dem fränkischen Vasallen Borna und dem aufständischen Ljudevit umkämpft war.
Das zu Byzanz gehörende Venedig wurde 810 von Pippin, dem Sohn Karls und dessen Unterkönig für Italien, erobert. Istrien und Liburnien wurde bereits 791 von Pippin erobert.
Wegen schwerer Niederlagen gegen die Bulgaren begann bereits Nikephoros I. mit Friedensverhandlungen und schloss 803 den pax nicephori, bei dem das Amt eines Archon von Dalmatien in Diadora (Inseln von Celladussa) eingesetzt wurde. Dieser war damit der offizielle Vertreter Ostroms in Dalmatien.
Da Nikephoros I. jedoch 811 im Krieg mit den Bulgaren ums Leben kam, führte dies zu einem weiteren Vertrag unter Michael I.
Im 812 geschlossenen Frieden wurde von Karl Venetien und damit auch Venedig, Dalmatien und Istrien offiziell an Byzanz zurückgegeben. Tatsächlich war Byzanz jedoch nicht in der Lage Dalmatien wirklich gegen die expandierenden Bulgaren zu verteidigen, sodass die untereinander verwandten Fürsten Dalmatiens den Franken Heerfolge leisteten.
Als Dux von Venetien und damit Vertreter von Byzanz wurde Angelo Partecipazio eingesetzt, der als erster eigentliche Doge gilt.
Außerdem gestand Michael I. Karl dem Großen den Titel Imperator (beziehungsweise griech. Basileus), nicht aber den Titel eines Imperator Romanorum (griech. Basileus Rhomaion) zu. Karl wählte als Umschreibung Romanum gubernans imperium (lat.: „das römische Reich regierend“). Dies bedeutet die faktische Anerkennung des fränkischen Kaisertums durch Ostrom und eine Entschärfung des Zweikaiserproblems. Allerdings war die Anerkennung als Kaiser an die Person Karls gebunden.